# Kovács Dézi
Kovács Dézi (Ajka, 1991. június 10. –) magyar színésznő.

## Életpályája
Ajkán született, 1991. június 10-én. 

„Egész kicsi korom óta vonz a színház, az éneklés. Tizenhárom évesen kezdtem a Megafon Zenei Egyesületben énekelni, s énektanárhoz járni. A Scherzo - Zenés Ifjúsági Színpadok Országos Fesztiválját 2009-ben Pápán rendezték meg. Én a Megafon tagjaként állhattam színpadra, ahol Miklós Tibor zsűrielnök keresett meg azzal, hogy a következő darabjában (Freddy Mercury-emlékkoncert) szívesen látna Budapesten, a Margitszigeti Szabadtéri Színpadon. Óriási öröm volt, s máris költöztem Budapestre. Később Miklós Tibor több darabjában (Szegény gazdagok, Fame-Rent - A hírnév ára, Egy mágikus misztikus utazás) játszhattam.”

2015-ben végzett a Pesti Magyar Színiakadémián Pál András és Őze Áron osztályában. 2010-től szerepelt a József Attila Színházban, 2013-ban a Rock és Musical Színházban. Gyakorlati idejét a Pesti Magyar Színháznál töltötte. 2015-től a Turay Ida Színház színésznője, játszott a Játékszínben is. 

## Fontosabb színházi szerepei
- Fjodor Mihajlovics Dosztojevszkij: Ördögök... Dása Satova
- Federico García Lorca: Vérnász... Hold
- James Lapine: Vadregény... Lucinda
- Andrew Lloyd Webber – Tim Rice: Jézus Krisztus szupersztár... Kar
- Olivier Nakache – Éric Toledano: Életrevalók... Elisa, Philippe örökbe fogadott lánya;  Nina, Driss húga
- Willy Russell: Vértestvérek... szereplő
- Thornton Wilder: Hello, Dolly!... szereplő
- Fame-Rent, A hírnév ára... szereplő
- Zilahy Lajos: Az utolsó szerep... Hanna
- Hamvai Kornél: Castel Felice... Hölgy
- Kiss József: Az angyalok nem sírnak... Ilona, Mayer lánya
- Topolcsányi Laura: A medve nem játék! – Székely pajzán történetek... szereplő
- Béres Melinda: Csingiling... Kitti
- Béres Melinda: Csingiling az erdőben... Kitti

## Koreográfiái
- Naszvagyi Tamás – Rajnai Sándor – Burák Ádám: Végállomás (Balatonpark, 2012)
- Andrew Lloyd Webber – Tim Rice: Jézus Krisztus szupersztár (Balatonpark, 2014)

## Filmek, tv
- Barátok közt
- Topolcsányi Laura: A medve nem játék! – Székely pajzán történetek  (színházi előadás tv-felvétele, 2019)